# Gare d'Inhoulets
La gare d'Inhoulets (en ukrainien : Інгулець (станція)) est une gare ferroviaire ukrainienne située sur le territoire de l'oblast de Dnipropetrovsk.

## Situation ferroviaire
C'est une fin de réseau, elle dessert la gare Kryvyï Rih-Zakhidnyi.

## Histoire
Gare ouverte en 1964 sous le nom d'Ingoulets-Nouvelle, elle a changé de nom en 1974.

## Service des voyageurs

### Desserte
Elle accueille tant les passagers que les marchandises.

### Intermodalité

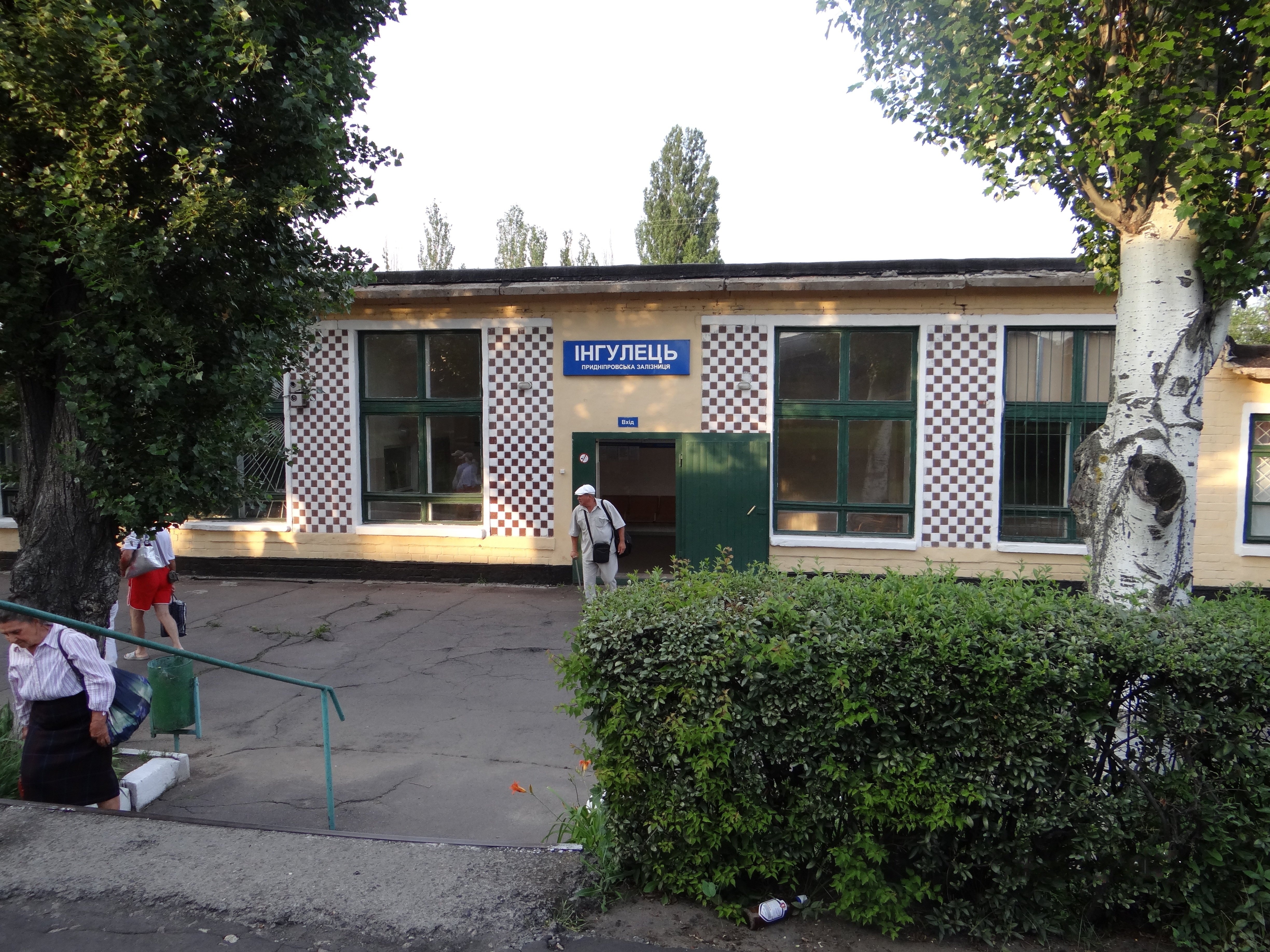
Avec son nom en façade.